# Skorba
Los templos de Skorba son restos megalíticos del extremo norte de Żebbiegħ, en Malta, que han proporcionado detalles de los períodos más tempranos de la cultura neolítica de Malta. El sitio fue excavado sólo en la década de 1960, más tarde que otros sitios megalíticos, algunos de los cuales habían sido estudiados desde el inicio del siglo XIX. Por la importancia del lugar, los templos fueron incorporados por la Unesco como Patrimonio de la Humanidad, junto con otros seis templos megalíticos en Malta.
Esta excavación tardía permitió el uso de métodos modernos de datación y análisis. El templo no se encuentra en buenas condiciones, especialmente en comparación con los más completos templos de Ħaġar Qim y Tarxien. Sin embargo, la importancia de este sitio no se encuentra en sus restos, sino en lo que se obtuvo a partir de su excavación.
La cerámica encontrada en el sitio se divide en dos estilos, la fase gris, distinguida por cerámica de color gris sin motivos, y la fase roja, que es exactamente igual a la gris pero utilizando ocre rojizo.

## Galería de imágenes

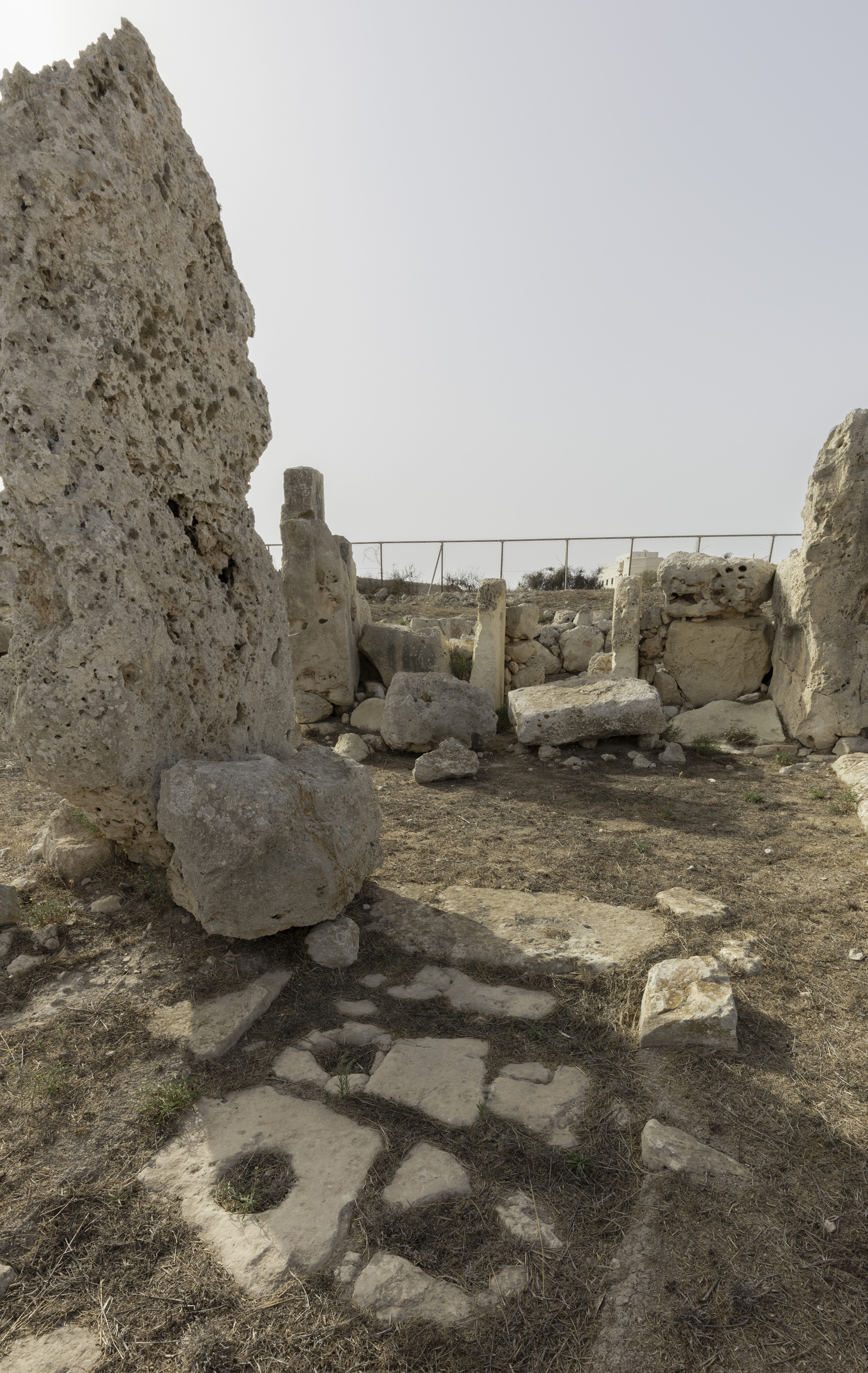
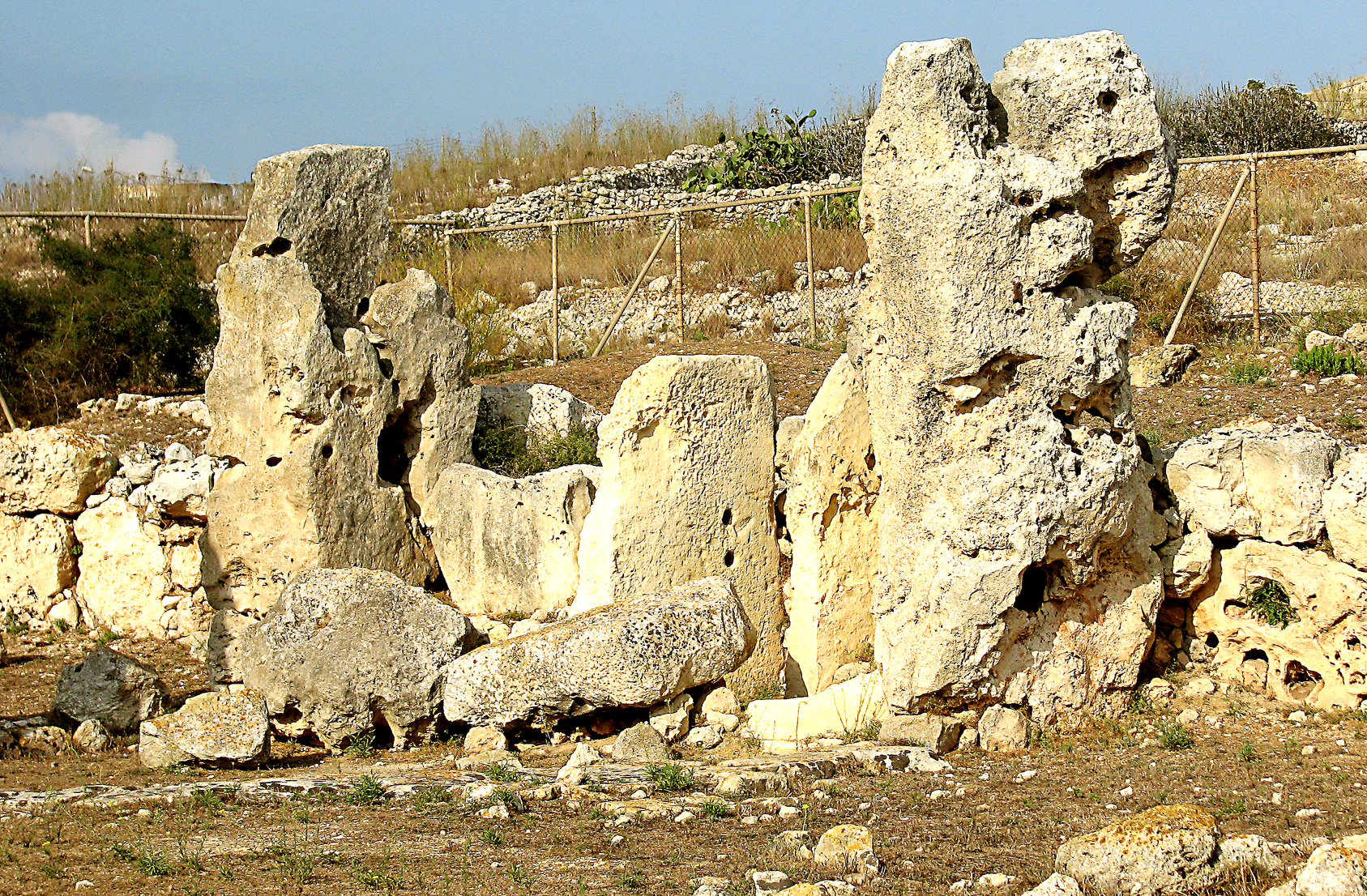